# 고테익 협곡 전투
고테익 협곡 전투(버마어: ဂုတ်ထိပ်တိုက်ပွဲ 고테익 따익쀄, the battle of Goteik gorge, -峽谷 戰鬪)는 1765년 - 1769년의 청-버마 전쟁 중 꼰바웅 왕조 버마군과 청나라의 중국군이 벌인 전투이다. 청나라는 1765년과 1766년에도 버마를 공격했으나 별다른 소득을 얻지 못했다. 이 전투는 이에 이은 청나라의 세 번째 공세에서 처음으로 벌어진 대규모 전투였는데, 여기서 청나라가 승리함으로써 버마의 육군 주력은 붕괴하였고 청군에게 꼰바웅의 수도 잉와로 가는 길이 열리게 되었다.